# یوکینوری شیگتا
یوکینوری شیگتا (ژاپنی: 重田 征紀؛ زادهٔ ۱۵ ژوئیهٔ ۱۹۷۶) یک بازیکن فوتبال اهل ژاپن است.
از باشگاه‌هایی که در آن بازی کرده‌است می‌توان به باشگاه فوتبال توکیو وردی و باشگاه فوتبال یوکوهاما اشاره کرد.